# Кемп Појнт (Илиноис)
Кемп Појнт (енгл. Camp Point) град је у америчкој савезној држави Илиноис.

## Демографија
По попису из 2010. године број становника је 1.132, што је 112 (-9,0%) становника мање него 2000. године.
| Група             | 2000.         | 2010.         |
| Белци             | 1.232 (99,0%) | 1.104 (97,5%) |
| Афроамериканци    | 0 (0,0%)      | 2 (0,2%)      |
| Азијати           | 1 (0,1%)      | 2 (0,2%)      |
| Хиспаноамериканци | 6 (0,5%)      | 10 (0,9%)     |
| Укупно            | 1.244         | 1.132         |